# Daniel Pancu
Daniel Gabriel Pancu (* 17. August 1977 in Iași, Kreis Iași) ist ein rumänischer ehemaliger Fußballspieler. Er bestritt insgesamt 400 Spiele in der rumänischen Liga 1, der türkischen Süper Lig, der russischen Premjer-Liga und der bulgarischen A Grupa. Im Jahr 1999 gewann er mit Rapid Bukarest die rumänische, im Jahr 2003 mit Beşiktaş Istanbul die türkische Meisterschaft.

## Vereinskarriere
Pancu fing mit 11 Jahren in der Jugend von Politehnica Timișoara an, seine erste Position war Torwart, später spielte er als Stürmer und blieb dabei. 1995 wurde er in die erste Mannschaft des Zweitligisten geholt und spielte eine überragende Saison, die zum Aufstieg in die Divizia A führte. Drei Jahre blieb er bei Timișoara. Rapid Bukarest wurde auf Pancu aufmerksam und verpflichtete ihn. Er wurde dort Torschützenkönig und hatte einen großen Anteil am Gewinn der Meisterschaft 1999. In der darauffolgenden Saison wechselte er nach Italien zum damaligen Erstligisten AC Cesena. Dort blieb er ein Jahr lang, kam aber kaum zum Einsatz und wechselte 2000 wieder zu Rapid Bukarest. Bei Rapid fand er wieder zu seiner alten Form und wechselte 2002 in die Türkei zu Beşiktaş Istanbul. 2003 wurde er dort zum hundertjährigen Jubiläum des Vereins Meister. 2005 spielte er wie die ganze Mannschaft eine mittelmäßige Saison und erreichte mit Beşiktaş lediglich Rang vier.
Nach der Hinrunde der Saison 2005/06 wurde er in seine Heimat zu Rapid Bukarest verliehen, wo er in der Rückrunde auf 13 Saisonspiele kam, in denen er zwei Tore erzielte. Anschließend zog es ihn für anderthalb Jahre erneut in die Türkei, dieses Mal zu Bursaspor. Für die Rückrunde der Saison 2007/08 kehrte er zu Rapid Bukarest zurück. Vom Sommer 2008 bis Januar 2010 spielte Pancu bei dem russischen Erstligisten Terek Grosny. Im Januar 2010 wechselte er gemeinsam mit seinem Mannschaftskollegen Florentin Petre zu dem bulgarischen Erstligisten ZSKA Sofia. Im Sommer desselben Jahres kehrte er nach Rumänien zurück und schloss sich dem FC Vaslui an. Nach nur einem halben Jahr und lediglich fünf Einsätzen in der Hinrunde 2010/11 kehrte er in der Winterpause erneut zu Rapid Bukarest zurück. Mit Rapid qualifizierte er sich für die Europa League. Diesen Erfolg konnte er ein Jahr später wiederholen. Gleichzeitig zog er ins Pokalfinale 2012 ein, unterlag dort aber Dinamo Bukarest mit 0:1.
Im Sommer 2013 musste Pancu mit Rapid in die Liga II absteigen. Er blieb dem Klub auch im Unterhaus treu. Am Ende der Spielzeit 2013/14 gelang ihm die Rückkehr in die Liga 1. Nach dem erneuten Abstieg 2015 verließ er Rapid zum FC Voluntari und beendete dort im Jahr 2016 seine Laufbahn.

## Kurioses
Am 28. Spieltag der Saison 2004/05, beim Auswärtsspiel im Şükrü-Saracoğlu-Stadion, auch nach dem Stadtteil von Istanbul Kadıköy-Stadion gegen Fenerbahçe Istanbul ersetzte Pancu in der 80. Minute Beşiktaş-Torwart Óscar Córdoba, nachdem dieser einen Platzverweis erhielt und das Wechselkontingent von Beşiktaş bereits erschöpft war. Pancu lieferte eine ordentliche Leistung und hielt einige Torschüsse der Fenerbahçe-Spieler. In der fünften Minute der Nachspielzeit schoss dann Beşiktaş-Spieler Koray Avcı den Siegtreffer für Beşiktaş. Pancu erhielt den Spitznamen „Kadıköy Panteri“ (Der Panther von Kadiköy) und trug als regulärer Feldspieler in der folgenden Saison das Trikot mit der Nummer „1“ auf dem Rücken.

## Nationalmannschaft
Zwischen dem 6. Oktober 2001 und dem 4. Juni 2005 spielte Pancu auch für die rumänische Fußballnationalmannschaft (zeitweise sogar als Kapitän) und erzielte dort in 27 Spielen neun Tore.

## Erfolge/Titel

### Verein
Rapid Bukarest
- Rumänischer Meister: 1999
- Rumänischer Pokalsieger: 1998, 2002, 2006
- Rumänischer Supercupsieger: 1999, 2002

Beşiktaş Istanbul
- Türkischer Meister: 2003

## Sonstiges
Am 22. Dezember 2008 wurde Pancu von der Polizei in Iași mit 1,36 Promille am Steuer seines Pkws aufgehalten und musste daraufhin seinen Führerschein abgeben.